# Stephanopis erinacea
Stephanopis erinacea là một loài nhện trong họ Thomisidae.
Loài này thuộc chi Stephanopis. Stephanopis erinacea được Ferdinand Karsch miêu tả năm 1878.